# Delia kullensis
Delia kullensis este o specie de muște din genul Delia, familia Anthomyiidae. A fost descrisă pentru prima dată de Ringdahl în anul 1933. Conform Catalogue of Life specia Delia kullensis nu are subspecii cunoscute.